# Datsun Truck
Datsun Truck — серия среднеразмерных пикапов, производимых компанией Datsun с 1934 по 1997 год. С 1983 года автомобили производились компанией Nissan.

## Datsun 13—17

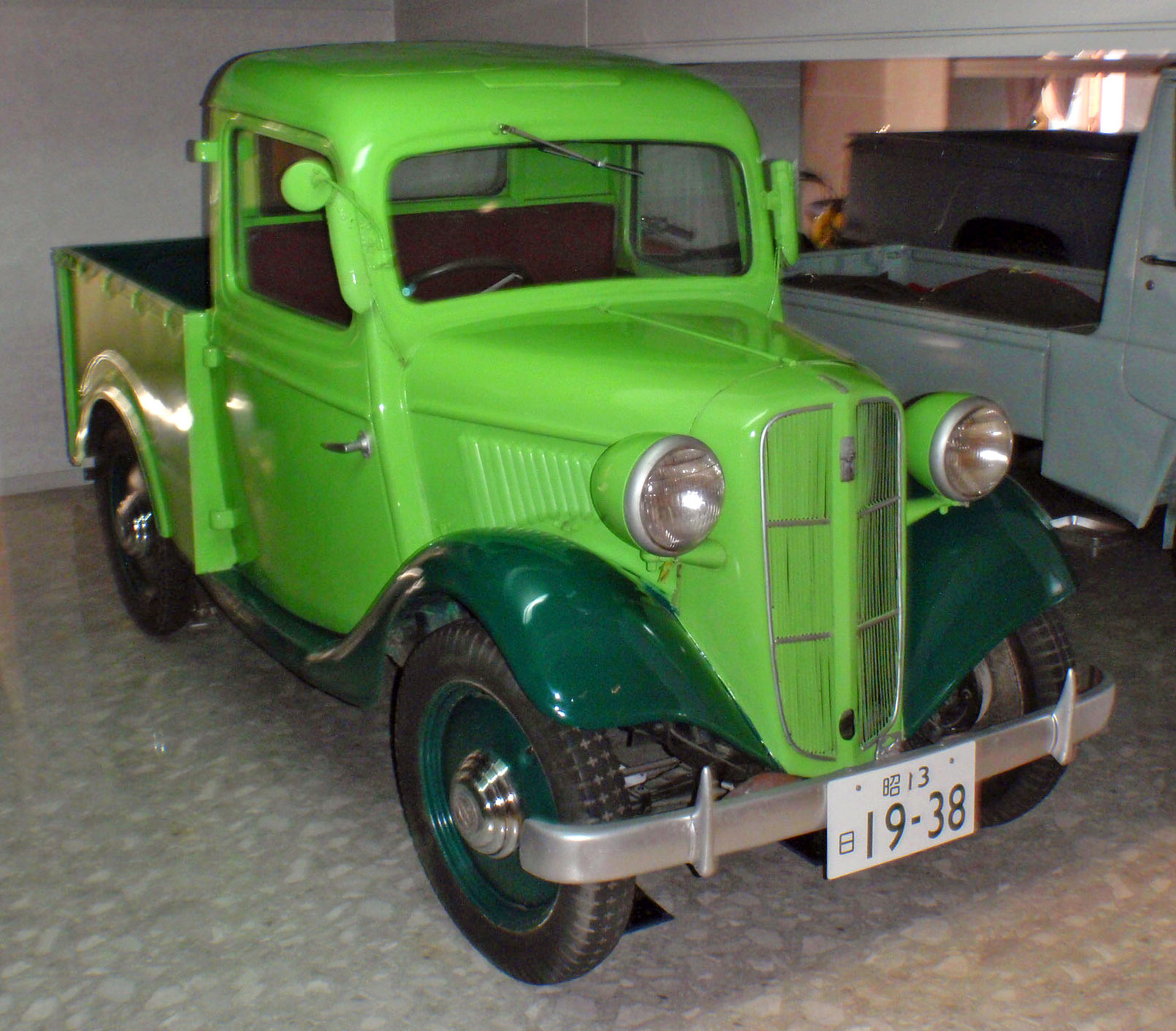
Datsun 17T

Автомобили Datsun 13—17 производились с апреля 1934 по начало 1944 года. Базовыми моделями стали 14T, 15T и 17T. Последний вытеснен с конвейера моделью Datsun 1121 (1946).

## Datsun 1121
Автомобиль Datsun 1121 был представлен в 1946 году. В 1947 году автомобили 14T и 15T были заменены автомобилями 2124 и 2225. В 1949—1950 годах в модельный ряд вошли автомобили 3145 и 4146.
В 1951 году в модельный ряд вошла модель 5147, которая в 1953 году была вытеснена моделью 6147, выпускаемой до января 1955 года.

## Datsun 120

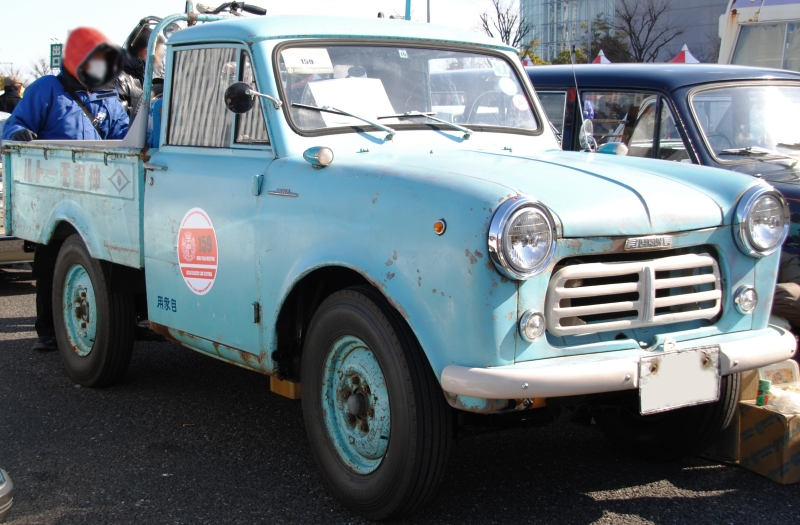
Datsun 120

Datsun 120 является фургоном на базе Datsun 1000. До 1959 года автомобиль оснащался двигателем внутреннего сгорания Datsun 10.
В октябре 1957 года автомобиль был модернизирован, название изменилось на Datsun 124 (позднее Datsun 125/126 с двигателем B-1).

## Datsun 220
Автомобиль Datsun 220 был представлен в ноябре 1957 года. Он оснащался двигателями внутреннего сгорания Nissan C и Nissan E. В августе 1958 года в модельный ряд вошла модель G220 (позднее G221/G222). Модификации с двойной кабиной получили индексы Datsun 1000/1200. Периодически в модельный ряд входили модели Datsun 125 и Datsun 126. Двигатель B-1 был заменён двигателем D10.
Автомобиль Datsun 223 оснащён двигателем внутреннего сгорания E-1. У автомобилей Datsun D220/221/222 были заменены подвески.

### Галерея

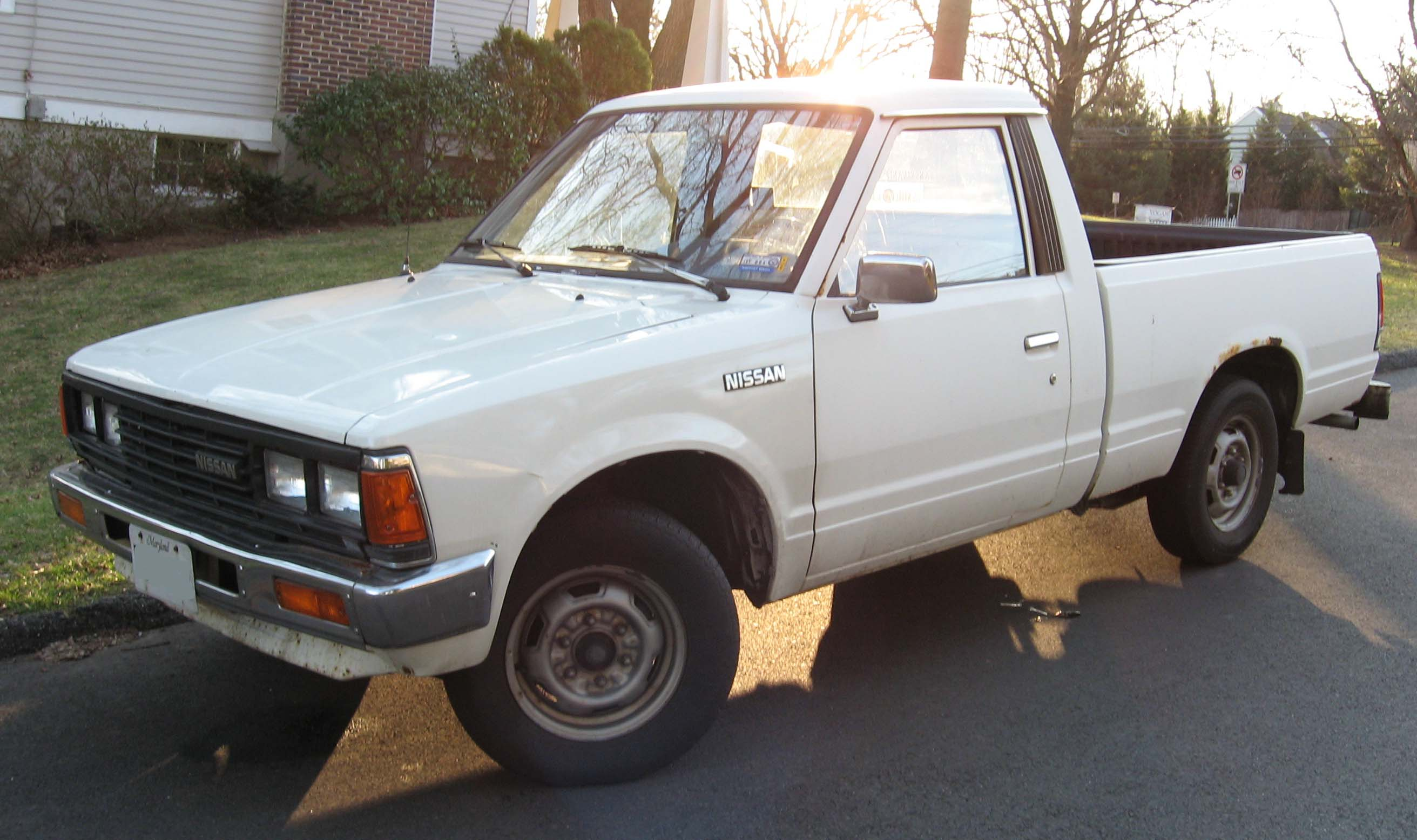
Nissan 720
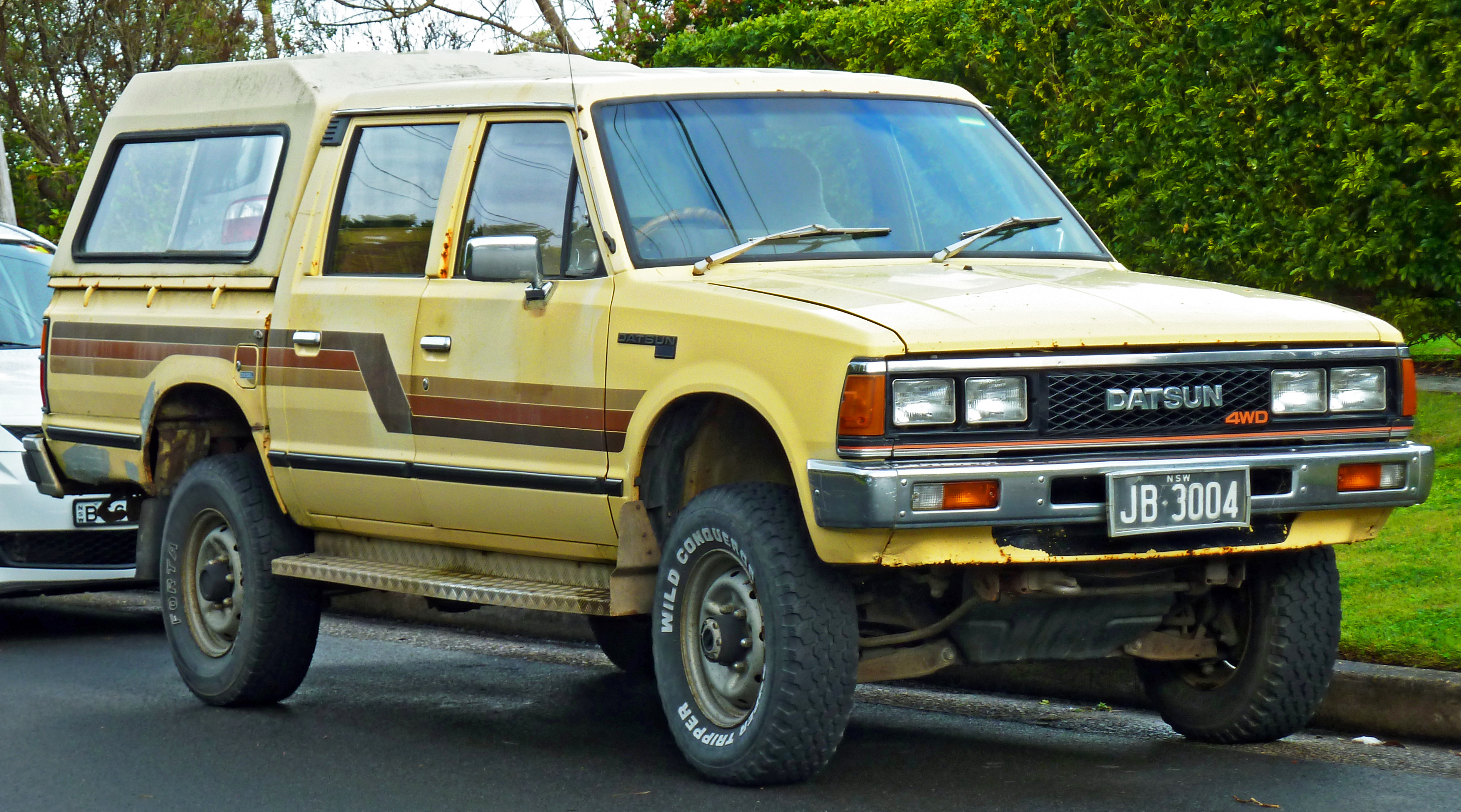
Datsun 720

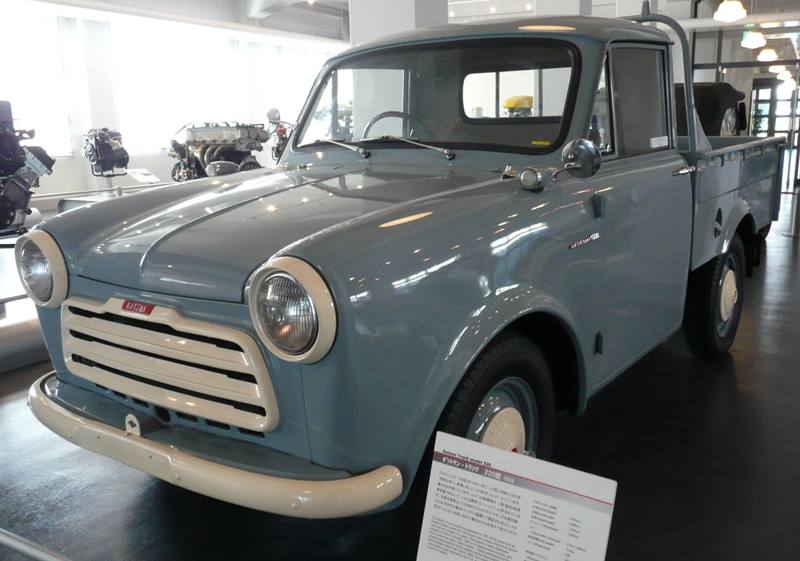
Datsun 220
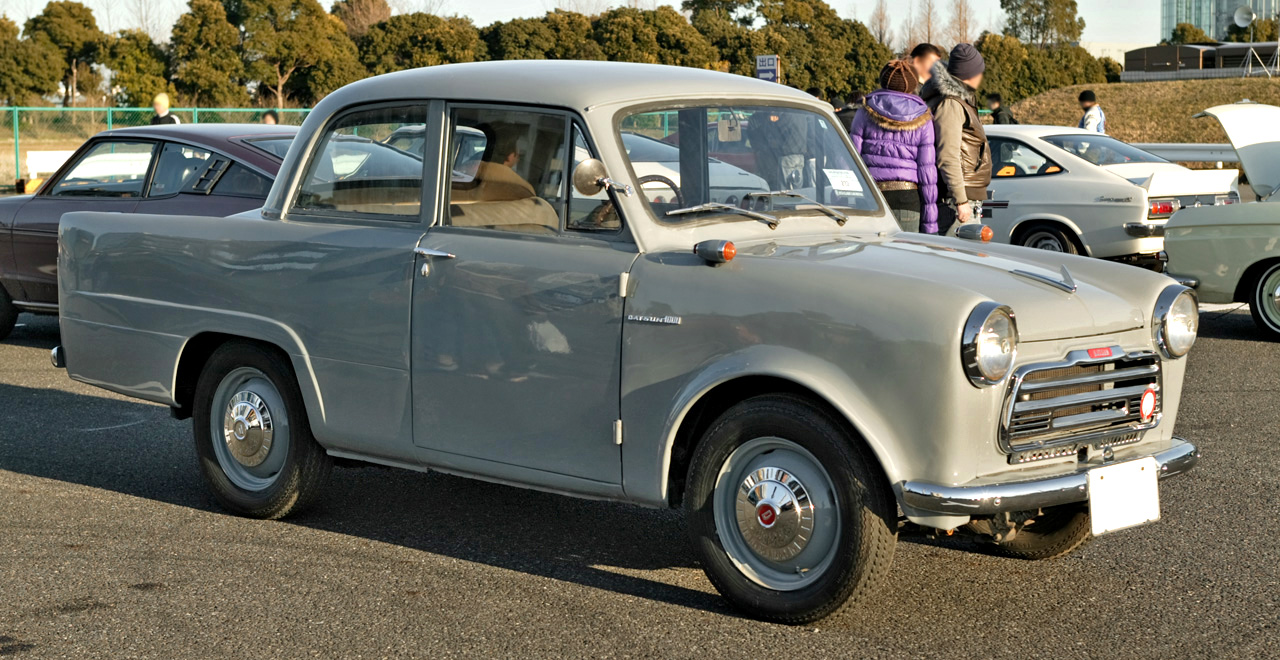
Datsun U220
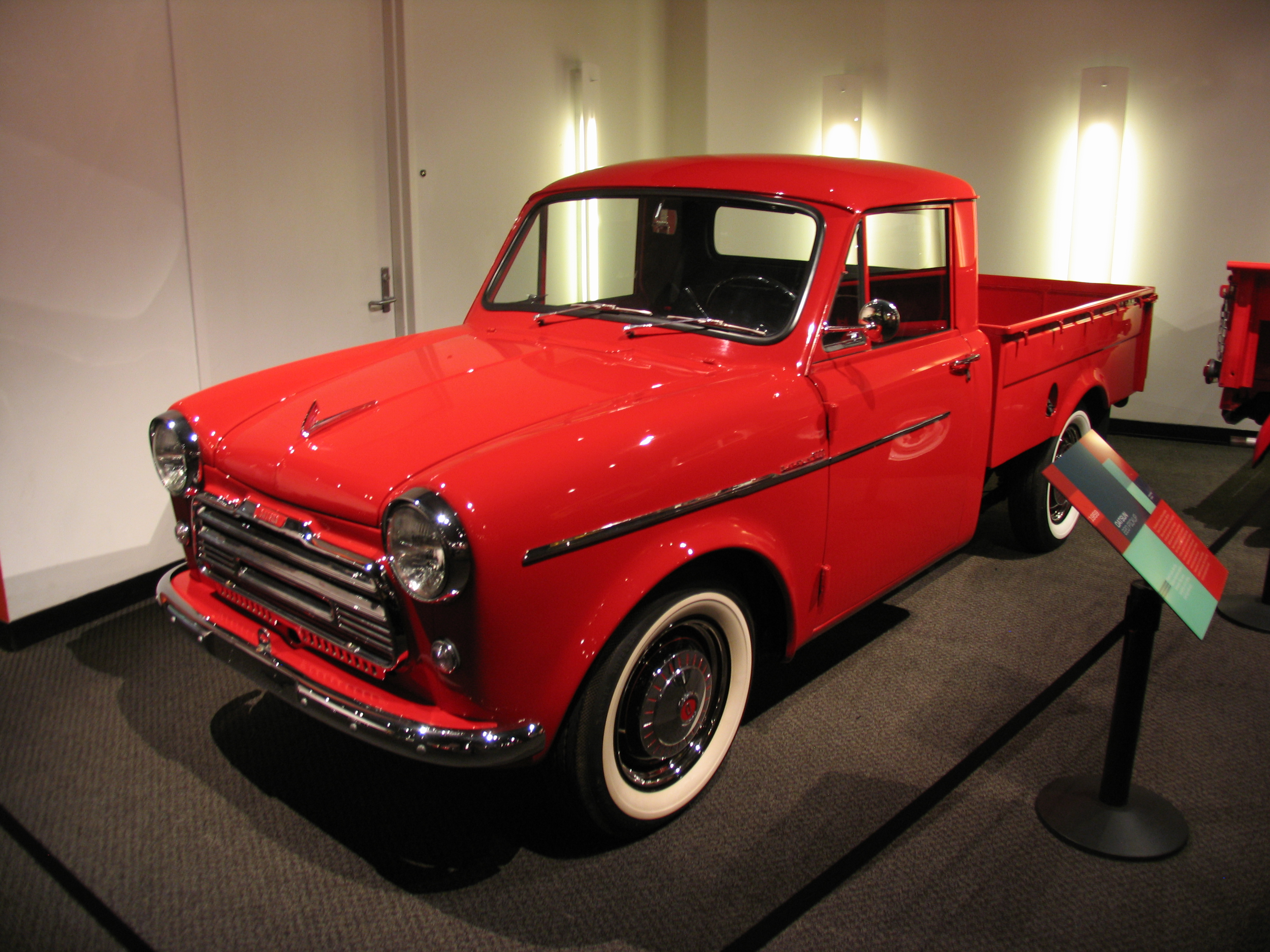
Datsun 221

## Datsun 320
Автомобили Datsun серий 320—322 выпускались с августа 1965 года на платформе Nissan Bluebird 310. Они оснащены двигателем Nissan E-1.

### Галерея

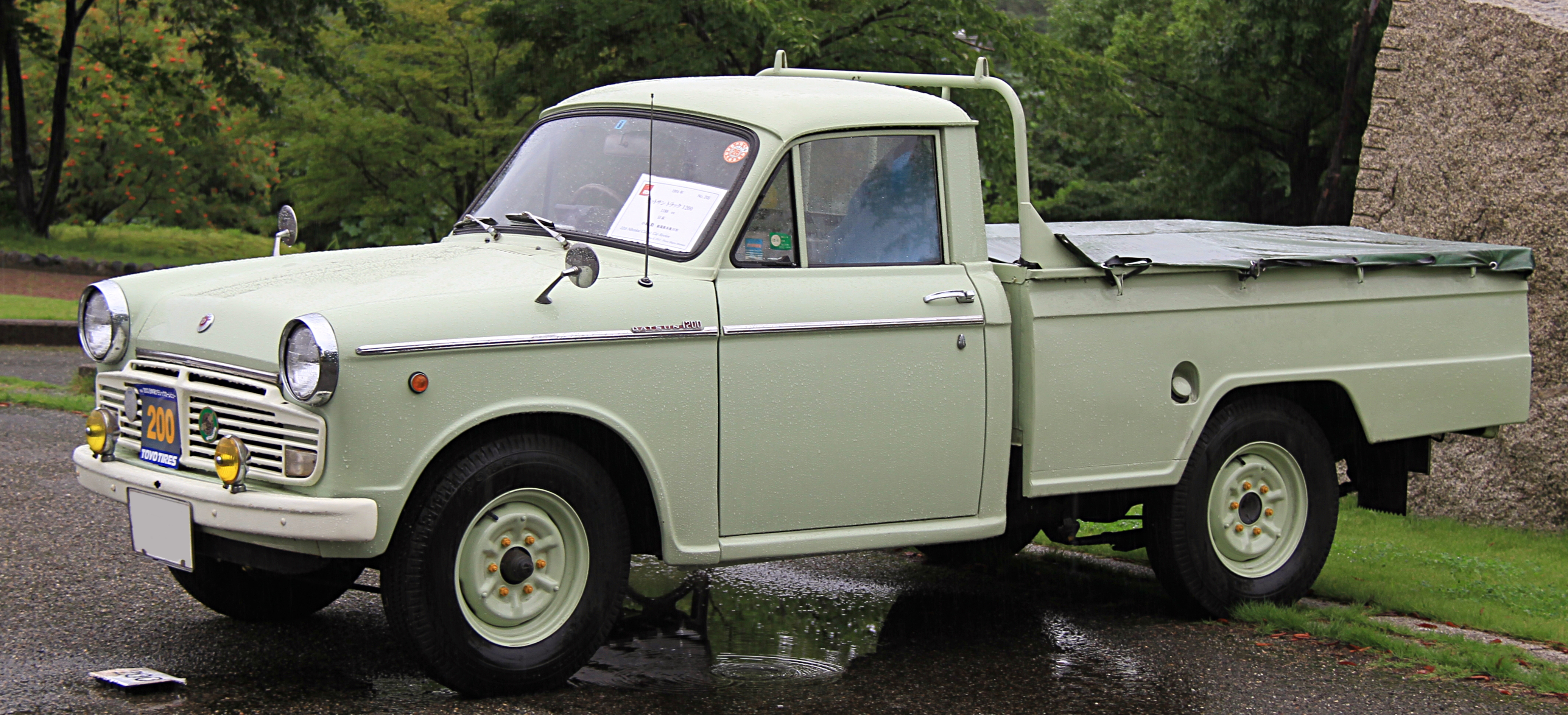
Datsun 1200
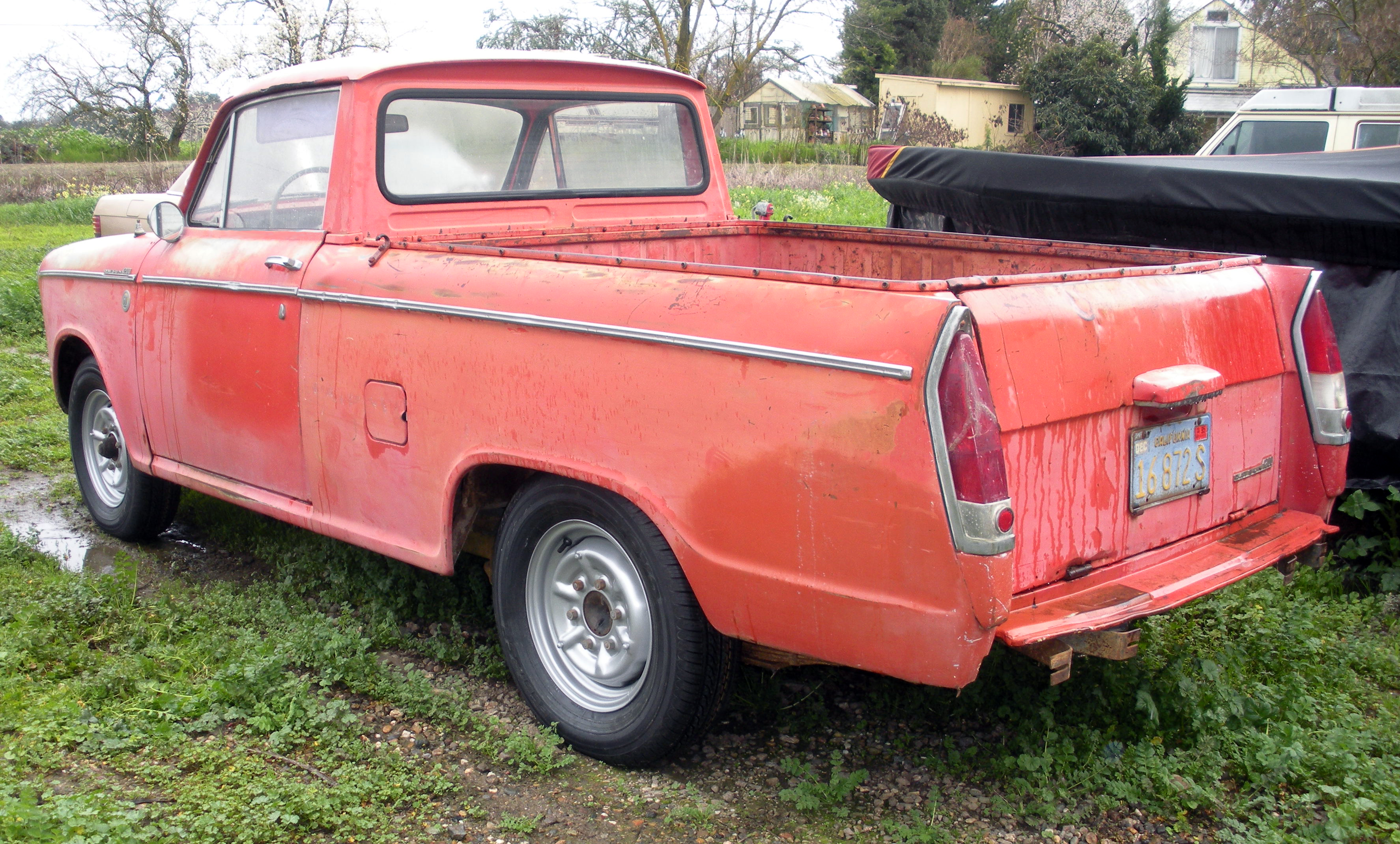
Datsun N320
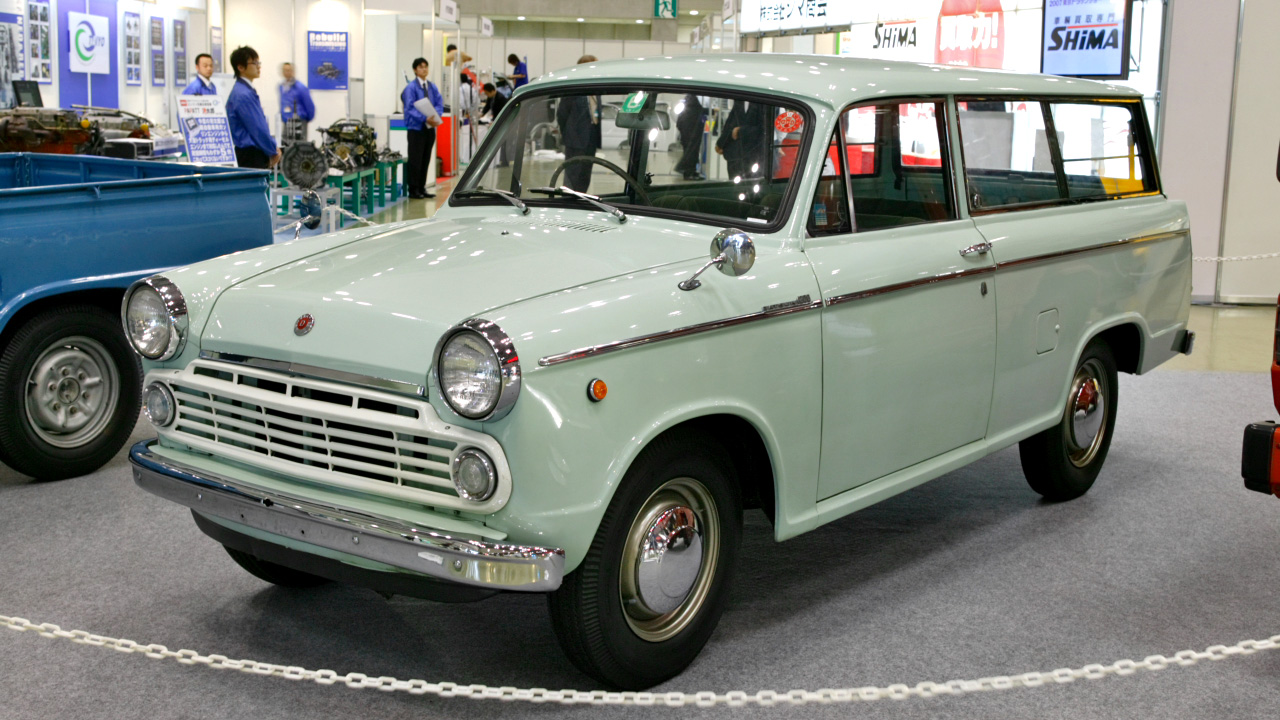
Datsun V320

## Datsun 520
Автомобиль Datsun 520/521 (1300) выпускался с 1965 по 1968 год. Название 420 было отсечено, поскольку, с точки зрения игры слов, оно являлось омофоном слова «невежество». Автомобиль оснащался двигателем внутреннего сгорания Nissan J13. С 1967 года впереди ставились четыре фары.

### Галерея

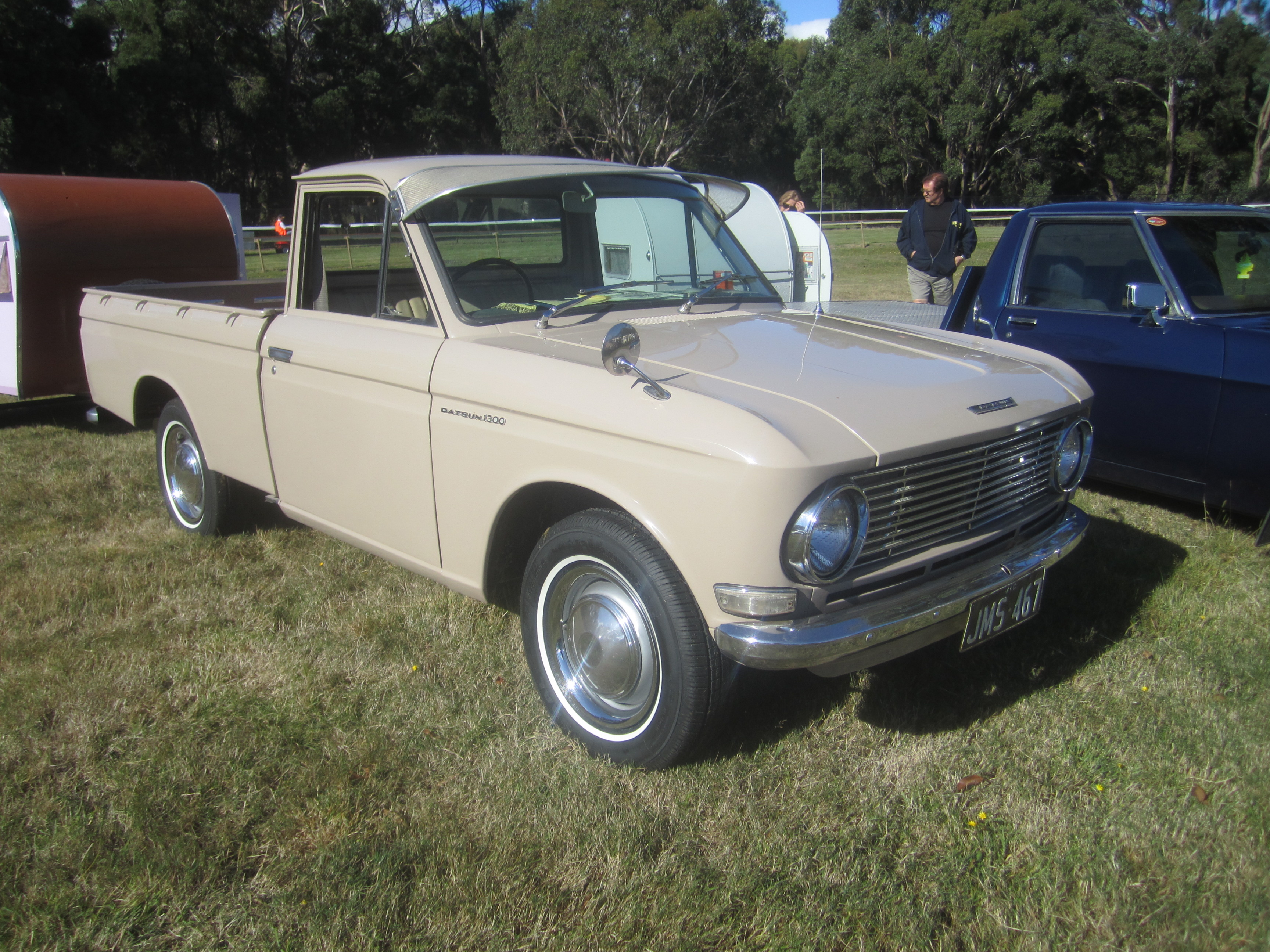
Datsun 520
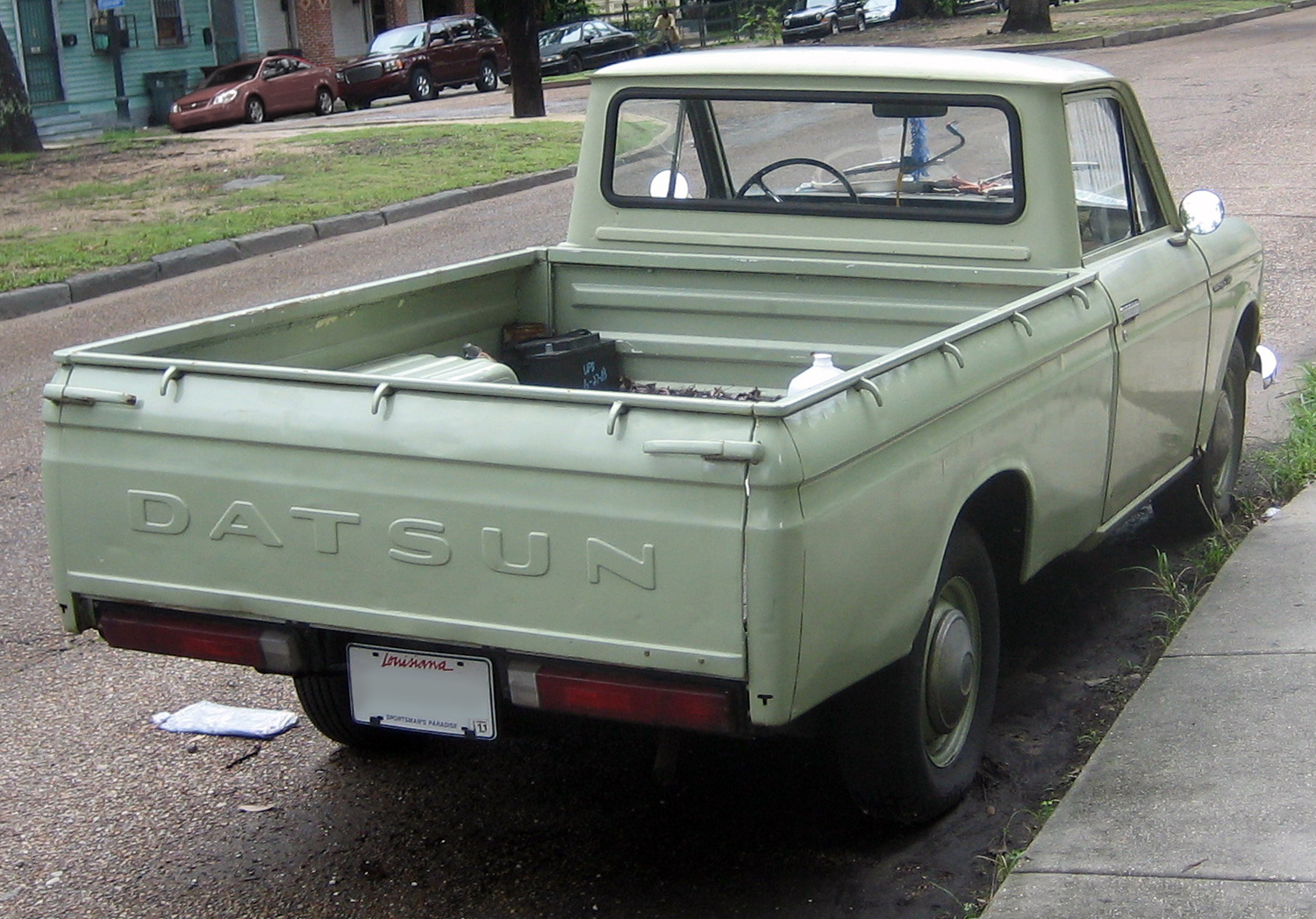
Datsun 1300
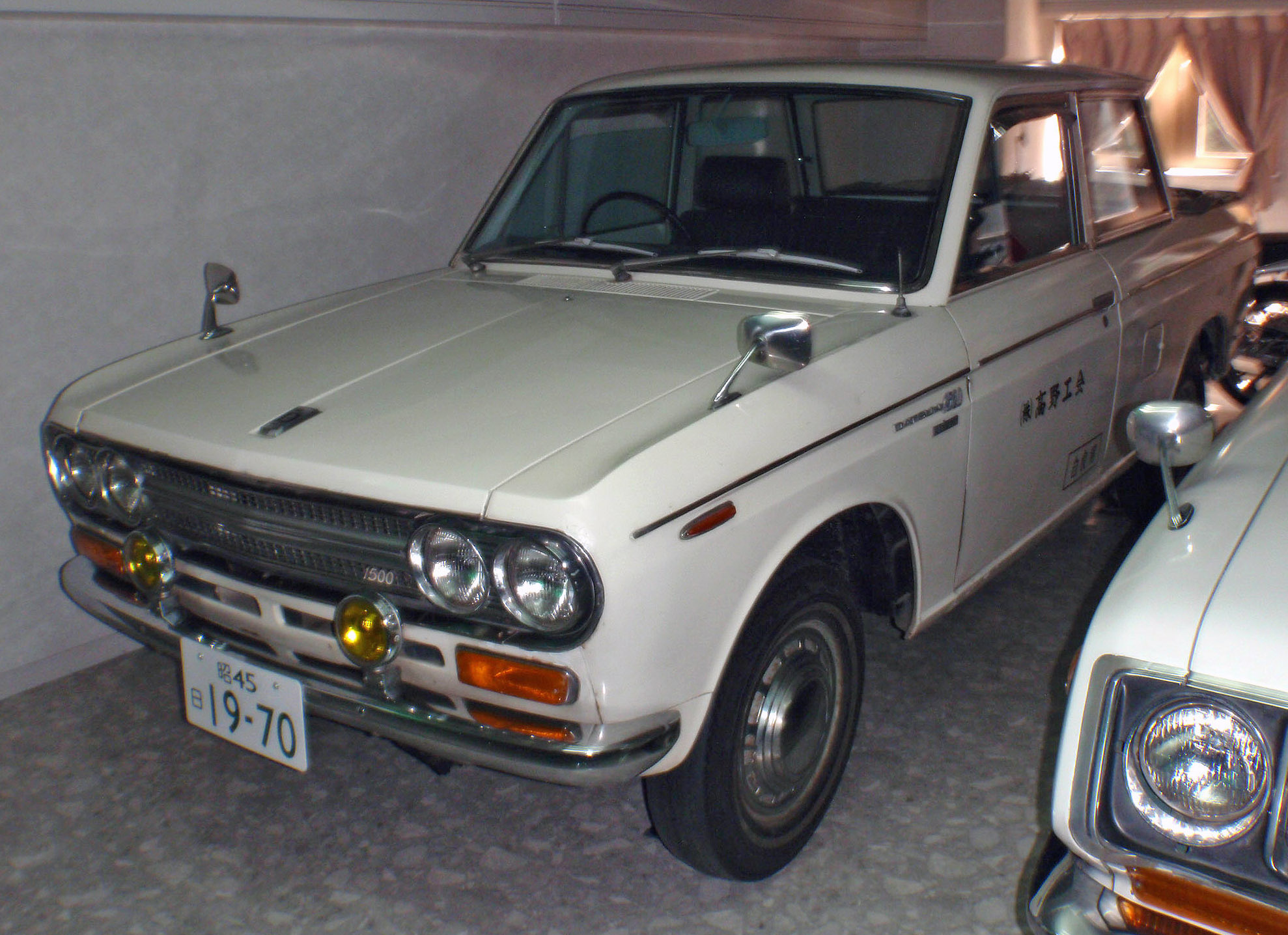
Datsun 1500 (U521)

## Datsun 620
С февраля 1972 по 1979 год производился автомобиль Datsun 620. Базовая модель оснащена двигателем Nissan J15, в Северной Америке она оснащалась двигателем Nissan L.

### Галерея

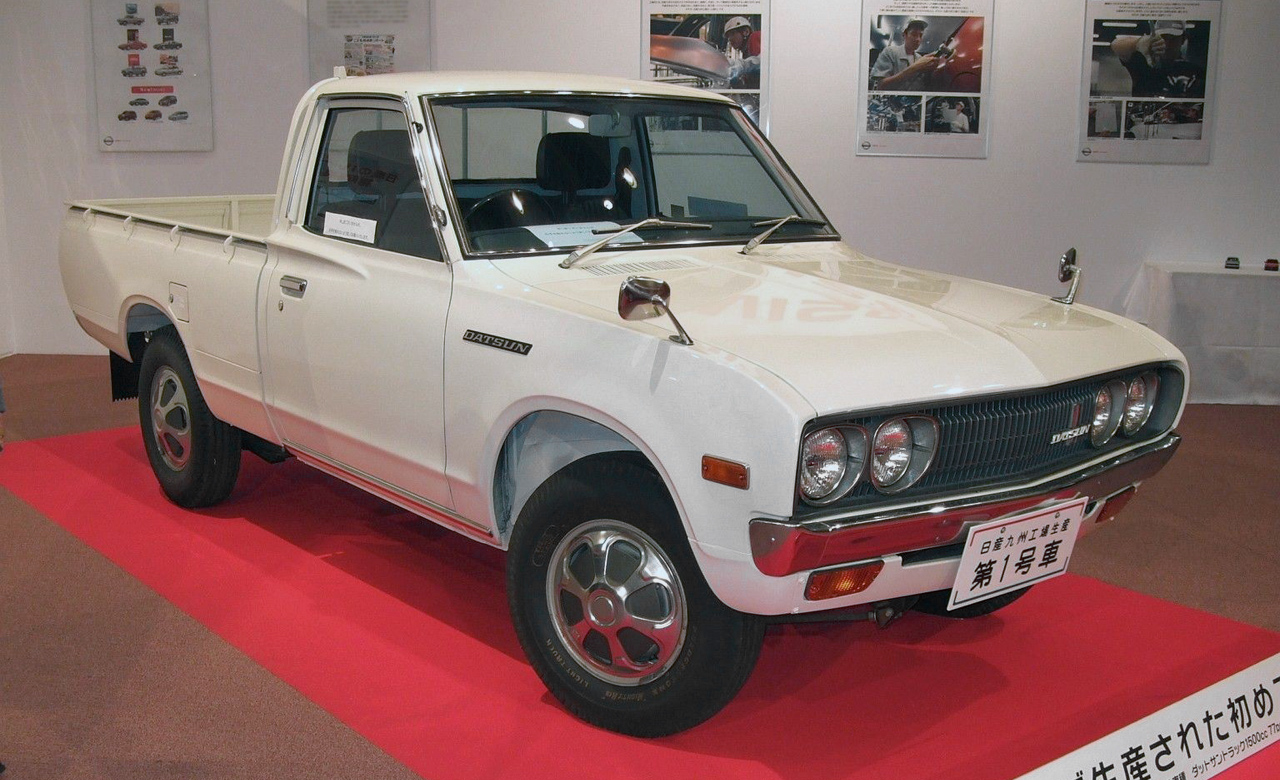
Datsun 620
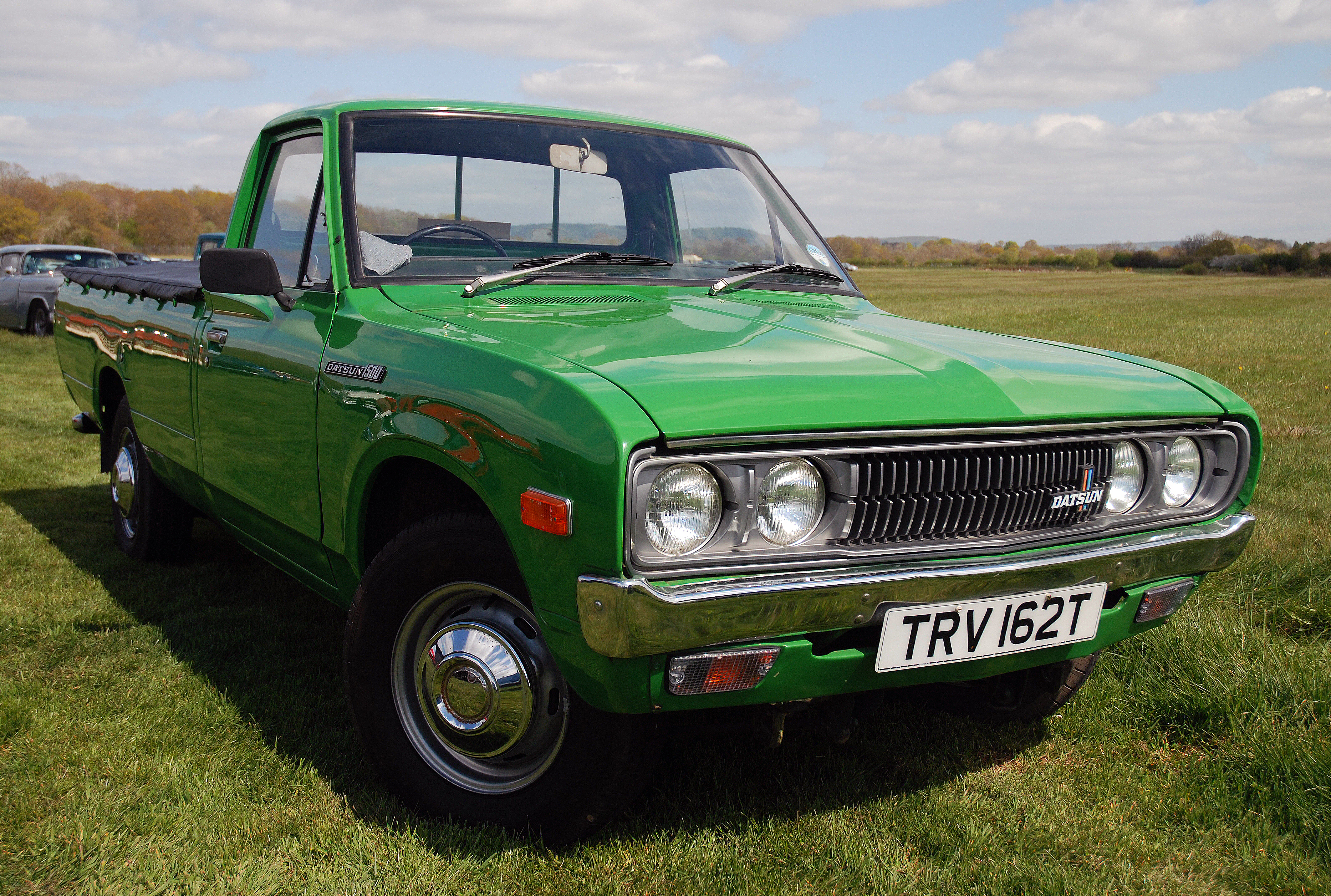
Datsun 620
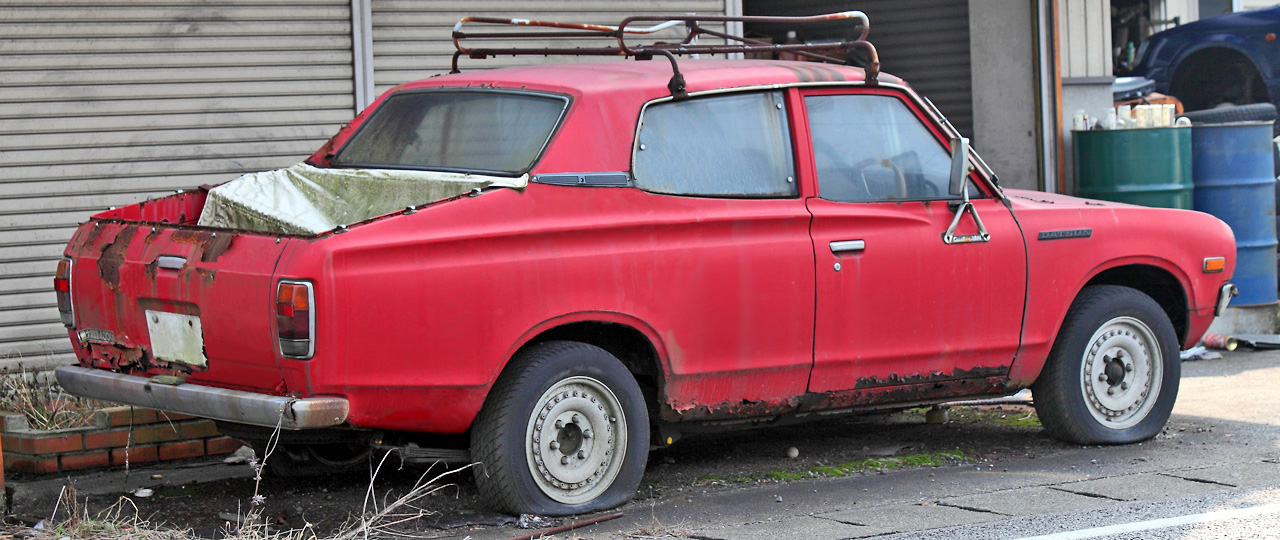
Datsun 1500
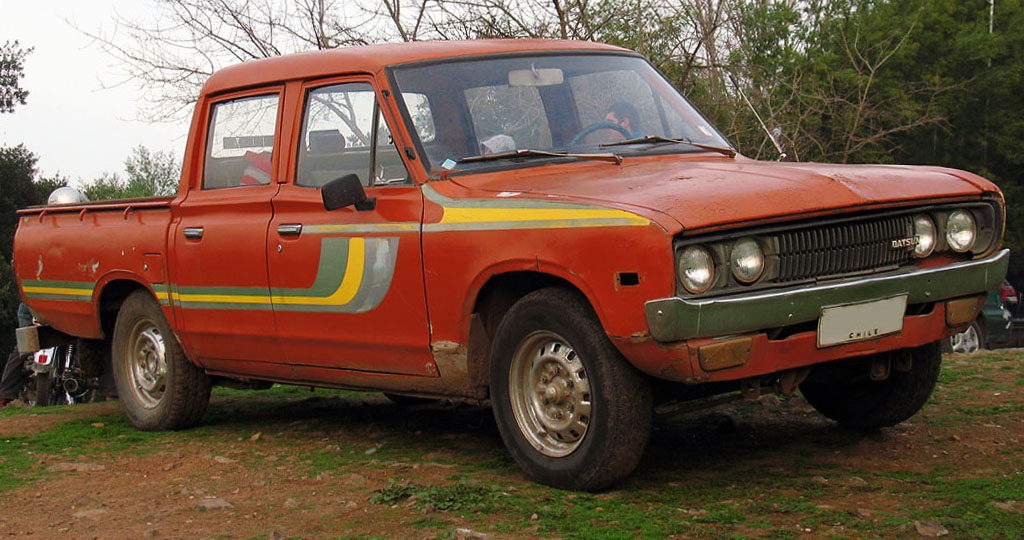
Datsun 1500
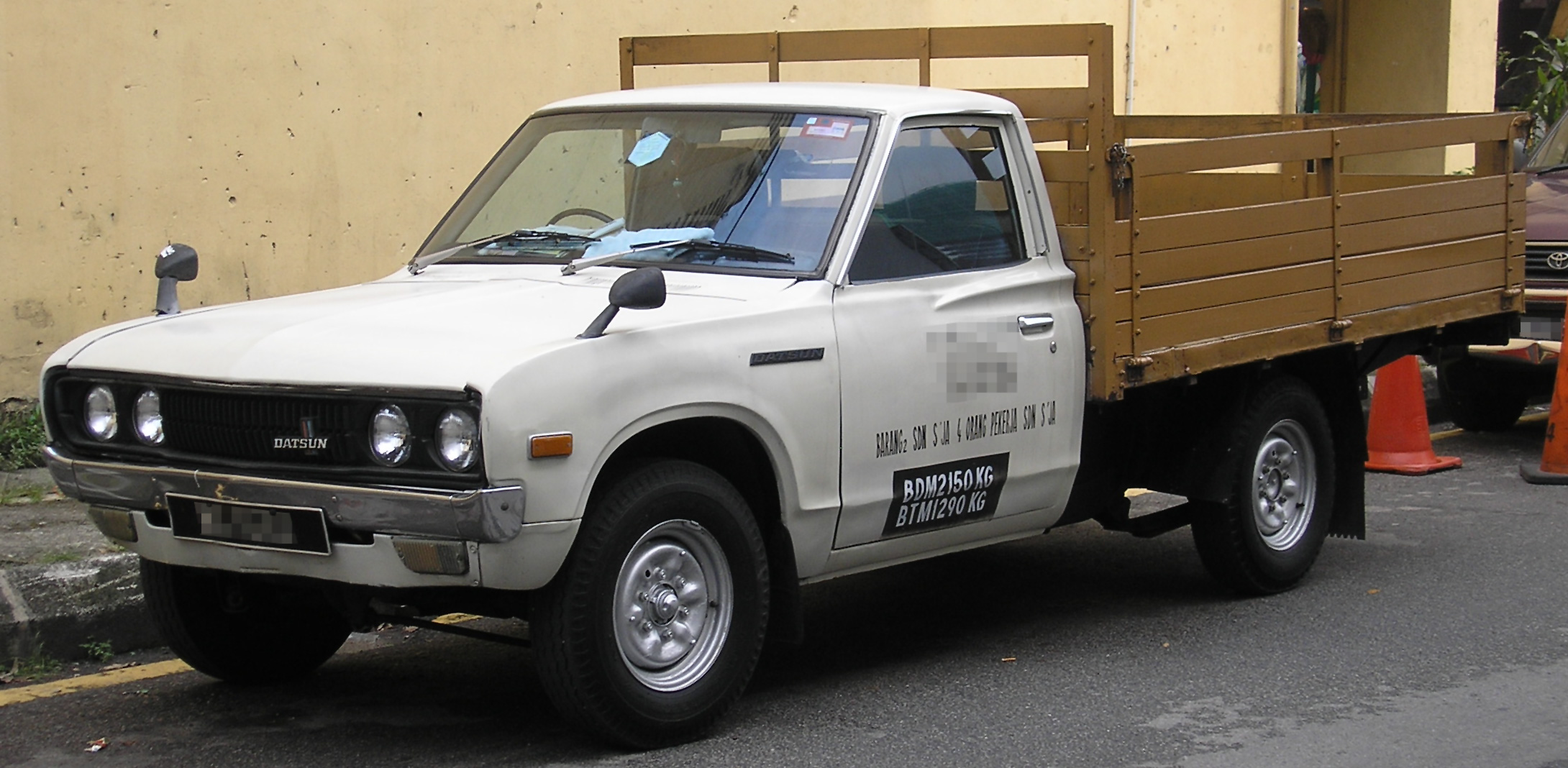
Datsun 620 в Малайзии

## Datsun 720
В октябре 1979 года был представлен автомобиль Datsun 720. Изначально он оснащался двигателем J16, с 1982 года он оснащался двигателем Z16.
С 1980 года в Северной Америке автомобиль оснащался двигателем Datsun L20B (позднее Z22, Z24 и SD22/25).
| Объём             | 1471 cм3 J15 I4 | 1567 cм3 J16 I4 | 1595 cм3 Z16 I4 | 1751 cм3 J18 I4 | 1770 cм3 L18 I4 | 1770 cм3 Z18 I4 | 1952 cм3 L20B I4 | 1952 cм3 Z20S I4 | 2188 cм3 Z22S I4 | 2389 cм3 Z24 I4 2389 cм3 Z24i I4 | 2164 cм3 SD22 I4 | 2289 cм3 SD23 I4 | 2488 cм3 SD25 I4 |
| Мощность (Япония) | –               | 79 л. с.        | 82 л. с.        | –               | 94 л. с.        | 89 л. с.        | –                | –                | –                | –                                | 64 л. с.         | 72 л. с.         | –                |
| Мощность (США)    | –               | –               | –               | –               | –               | –               | 97 л. с.         | 97 л. с.         | 98 л. с.         | 103 л. с. 106 л. с.              | 61 л. с.         | –                | 70 л. с.         |
| Мощность (Европа) | –               | 68 л. с.        | –               | –               | 79 л. с.        |                 | –                | –                | 96 л. с.         | –                                | 63 л. с.         | 67 л. с.         | 71 л. с.         |
| Мощность          |                 | 63 л. с.        |                 | 77 л. с.        |                 |                 |                  |                  |                  |                                  |                  |                  |                  |
| SWB               |                 | 720             | C720            | T720            | P720            | D720            | H720             | F720             | M720             | N720                             | S720             | A720             | J720             |
| SWB/4WD           | –               | –               |                 | –               | PY720           | DY720           | HY720            | –                | MY720            | NY720                            | SY720            | –                | JY720            |
| LWB               |                 | G720/U720       | CG720           | TG720           | PG720           | DG720           | HG720            | FG720            |                  | NG720                            | SG720            | AG720            | JG720            |
| LWB/4WD           | –               | –               |                 | –               | PGY720          | DGY720          | HGY720           | –                | MGY720/UMY720    | NGY720                           | SGY720           | AGY720           | JGY720/UJY720    |

### Галерея
- Nissan 720
- Datsun 720

## Nissan D21
Автомобиль Nissan D21 производился в Японии под индексом Nissan Hardbody Truck. Название Navara автомобиль получил в Австралии. В Венесуэле автомобиль продавался до 2014 года.

### Галерея

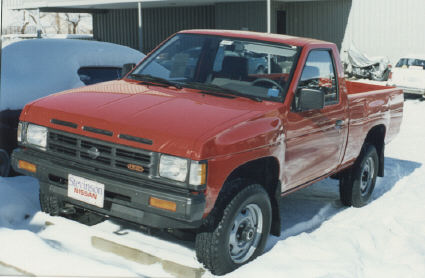
Nissan Hardbody Truck
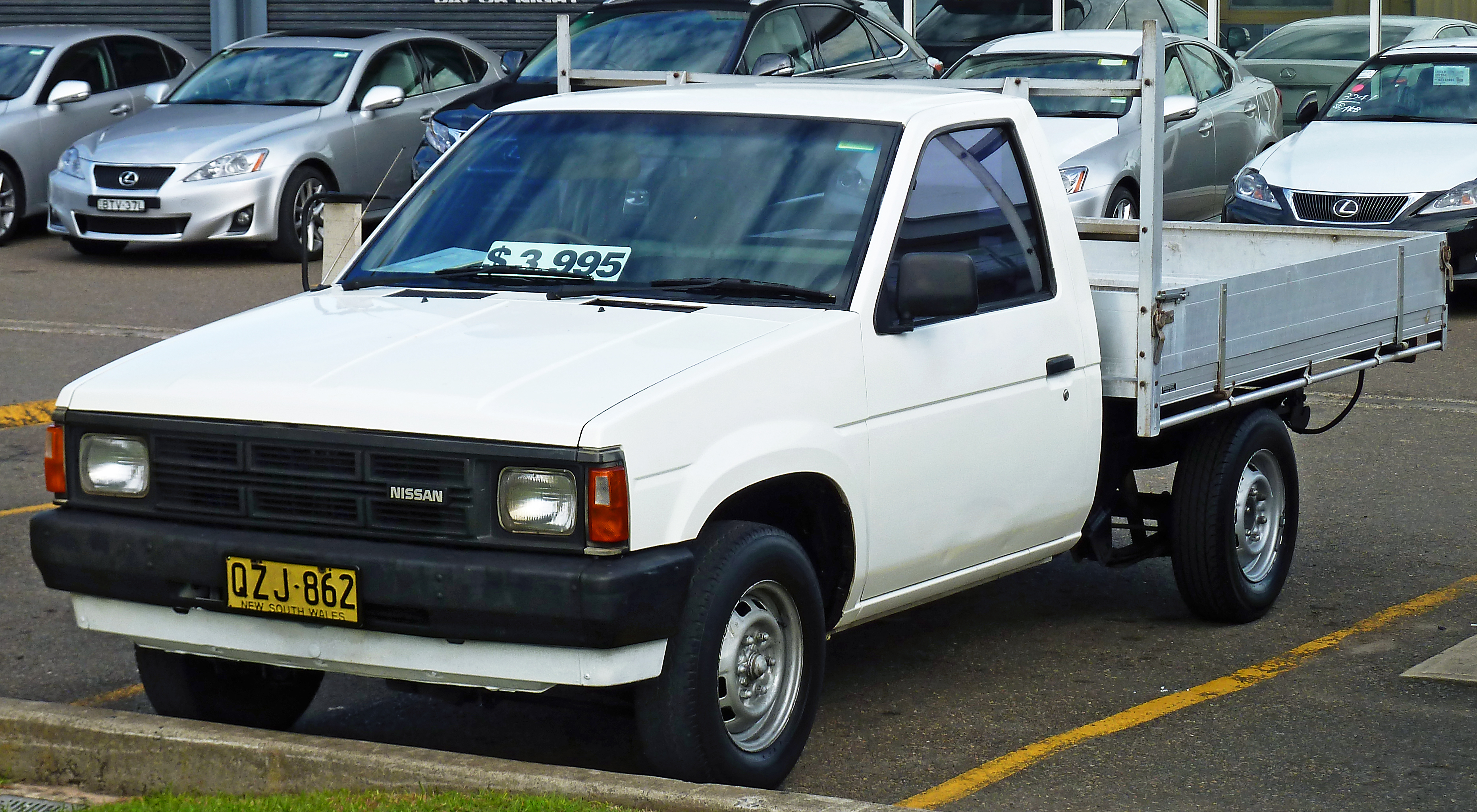
Nissan Navara (D21) DX
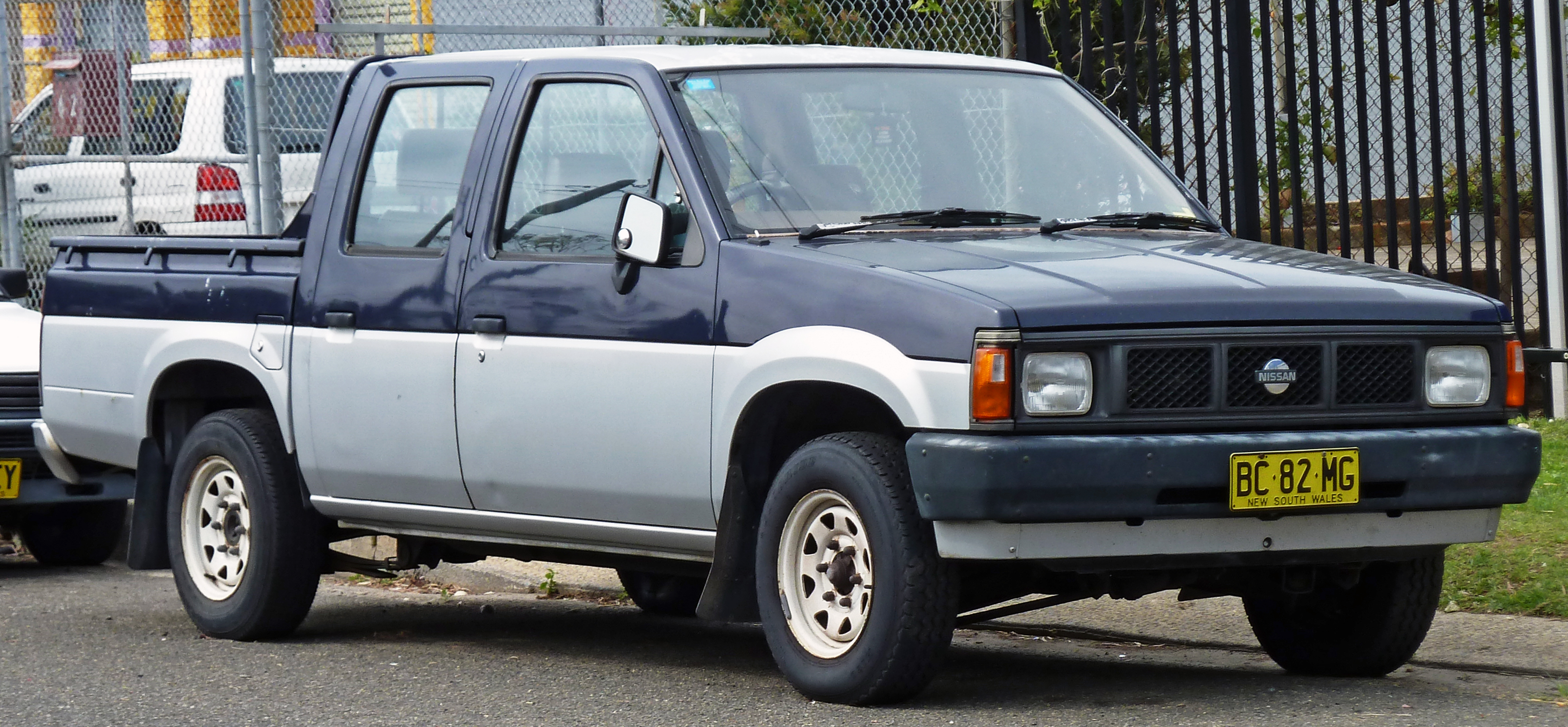
Nissan Navara (D21)
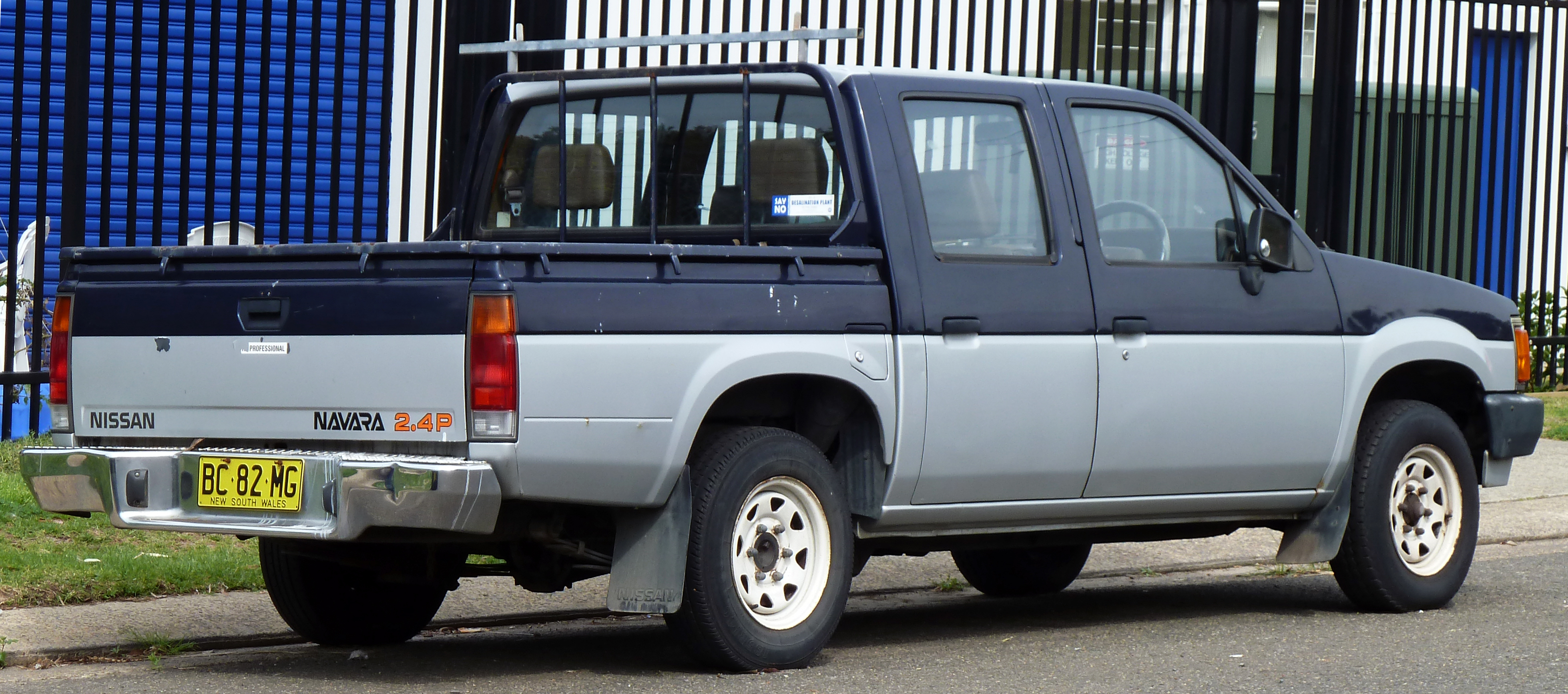
Nissan Navara (D21)
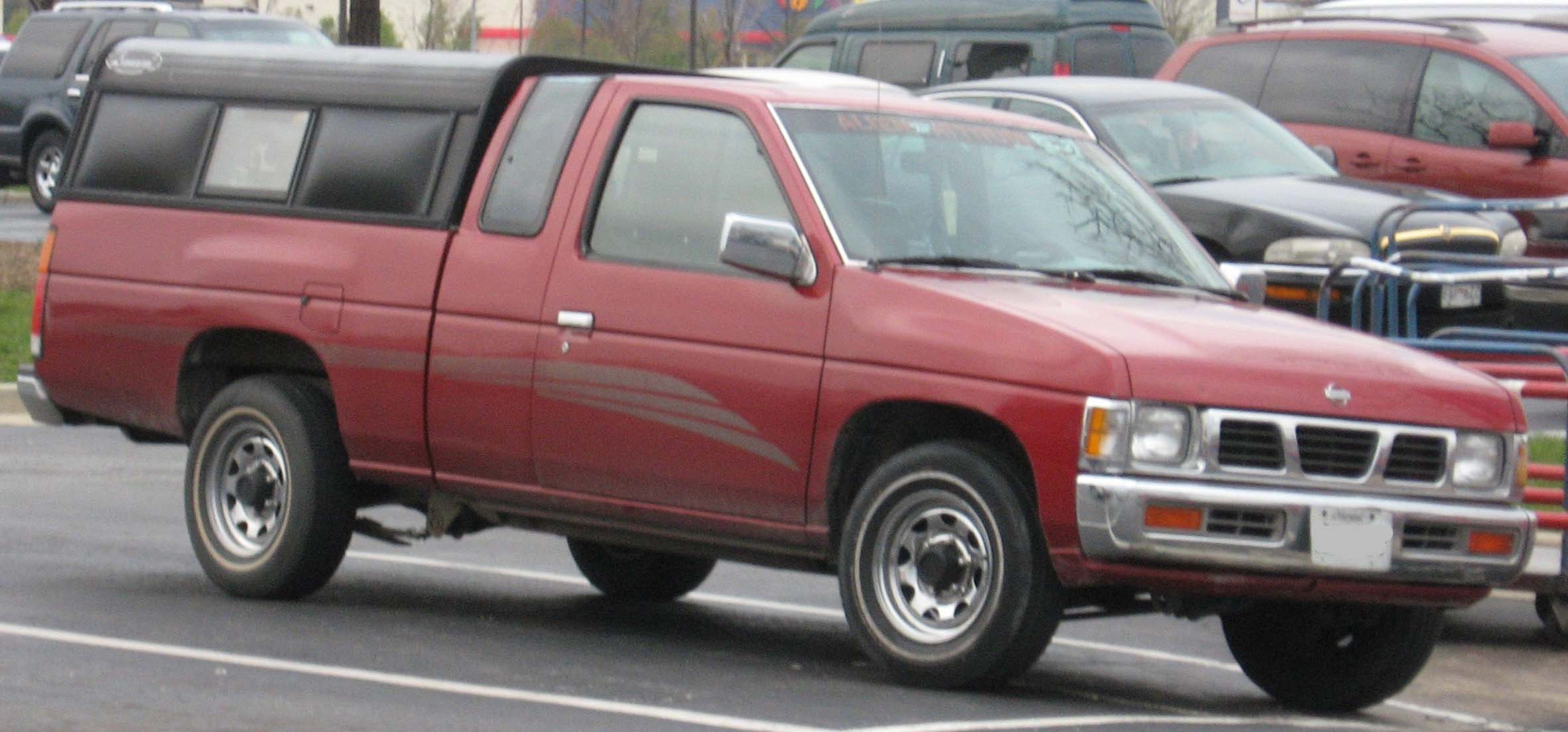
Nissan Hardbody Truck
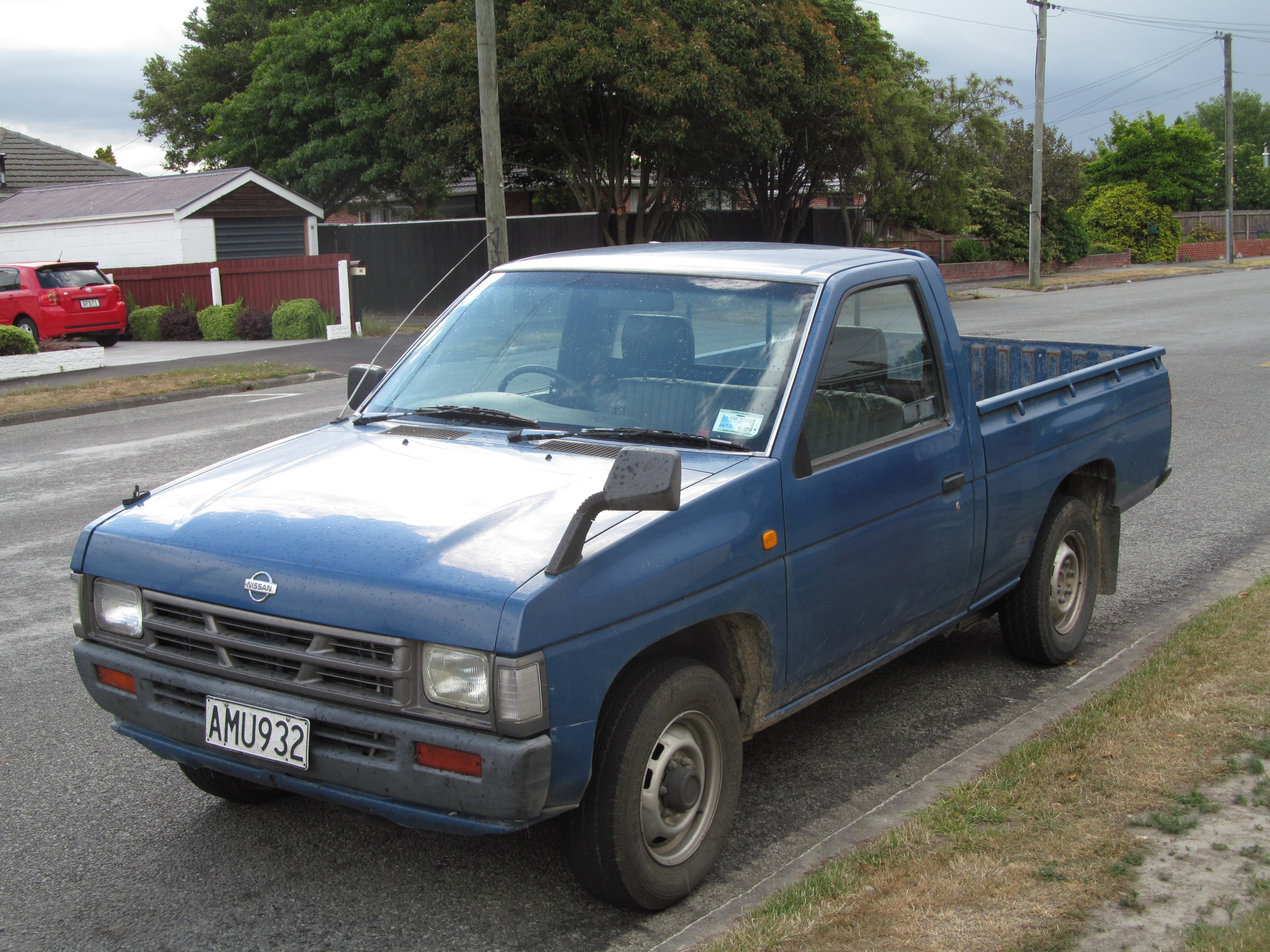
Nissan Datsun
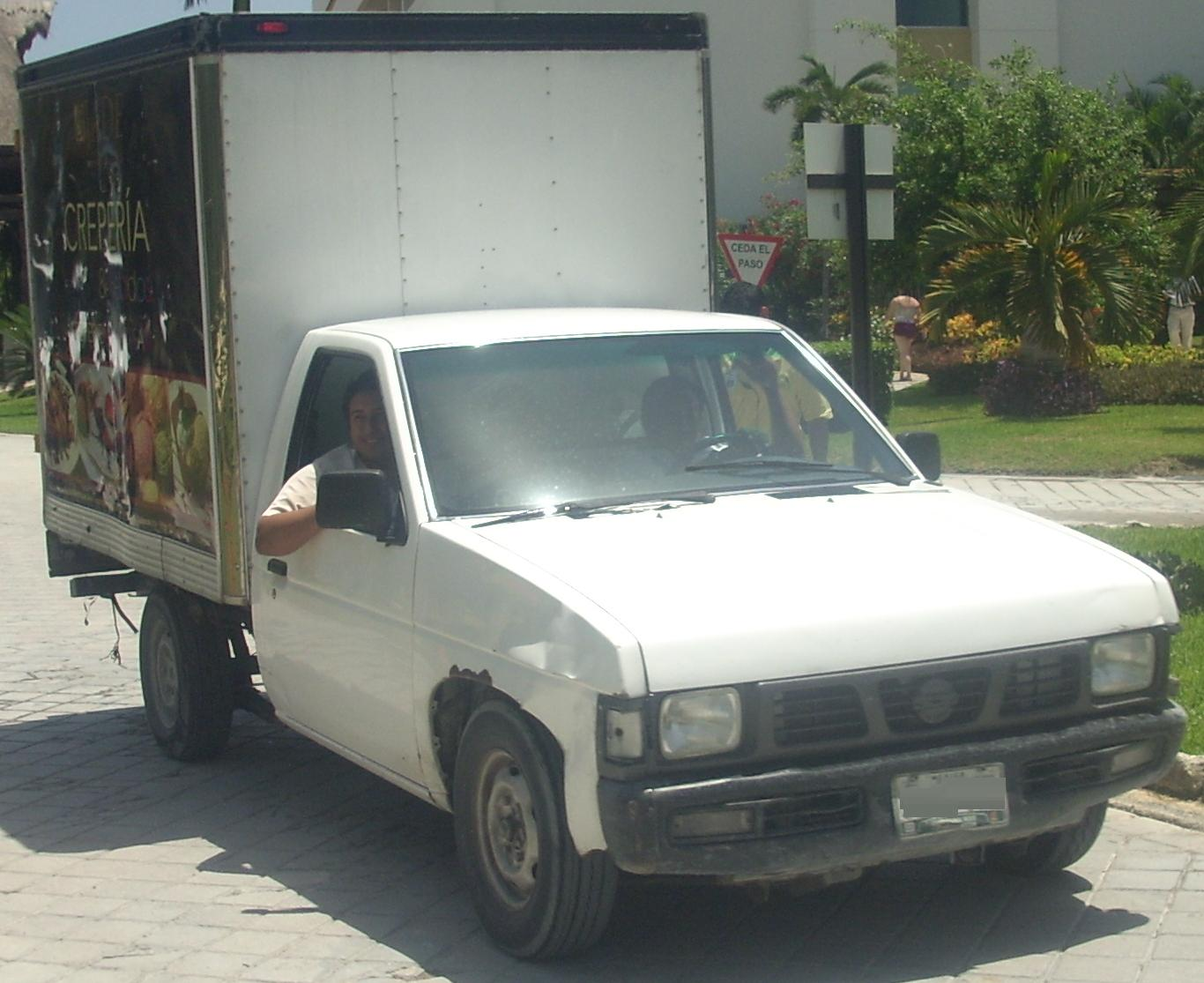
Nissan Hardbody Truck (Мексика)